# Hästöfjärden
Hästöfjärden är en fjärd i Finland. Den ligger i landskapet Österbotten, i den centrala delen av landet, 400 km norr om huvudstaden Helsingfors.
Hästöfjärden är en del av Larsmosjön. I nordväst ansluter den till Kalvholmsfjärden. Kronoby å utmynnar i den östra delen av Hästöfjärden.